# Lee Ryan
Lee Ryan (sinh ngày 17 tháng 6 năm 1983) là một ca sĩ kiêm nhạc sĩ người Anh. Anh được biết đến như một thành viên của nhóm nhạc nam người Anh Blue.
Ông cũng đã xuất hiện trong kịch câm trong những năm qua; vai trò gần đây nhất của anh là Hoàng tử tại sân khấu điện ảnh Darlington năm 2017.
Lee tham gia loạt chương trình Strictly Come Dancing của BBC. Anh được hợp tác với vũ công chuyên nghiệp Nadiya Bychkova và là thí sinh thứ hai bị loại vào ngày 7 tháng 10 năm 2018. Năm 2019, Ryan đóng vai chính trong Celebs Go Dating và phát hành đĩa đơn đầu tiên sau chín năm mang tên Ghost.

## Tuổi thơ
Lee Ryan được sinh ra ở Chatham, Kent. Cha mẹ anh chia tay khi anh sáu tuổi. Ryan chủ yếu sống với mẹ, chị Gemma và bà của anh. Ryan đã đến trường Bedonwell trước khi theo học các trường nghệ thuật biểu diễn, bao gồm Trường Welling và Trường Nghệ thuật biểu diễn độc lập Belcanto London Academy (BLA), nơi đầu tiên anh phát triển tài năng của mình, sau đó là trường sân khấu trả phí độc lập Sylvia Young Theater School và Italia Conti Academy of Theatre Arts.

## Sự nghiệp

### 2000-2005: Sự nghiệp với Blue
Ryan là thành viên của nhóm nhạc nam Blue cùng với Simon Webbe, Duncan James và Antony Costa. Nhóm đã bán được hơn 14 triệu bản trên toàn thế giới. Vào tháng 8 năm 2005, Blue đã tách ra để theo đuổi sự nghiệp solo theo lời khuyên của Sir Elton John. Blue hợp lại vào ngày 28 tháng 4 năm 2009.
Ryan đã có ba hit số một trong khi với Blue. Trước đây anh ấy đã đồng đạo diễn video cho đĩa đơn "Breathe Easy" của Blue, anh ấy cũng đã viết và được quay ở Prague. Năm 2001, nhóm đã ở New York trong cuộc tấn công ngày 11 tháng 9, sau đó Ryan nhận xét rằng "Điều này ở New York đang bị thổi phồng" và hỏi "Còn cá voi thì sao? Họ đang bỏ qua những động vật quan trọng hơn. Động vật cần tiết kiệm và điều đó quan trọng hơn. " Các thành viên khác trong nhóm đã cố gắng im lặng Ryan, nhưng anh ấy tiếp tục. Điều này gây ra một phản ứng dữ dội của truyền thông dẫn đến việc Blue mất một hợp đồng thu âm ở Hoa Kỳ và các chiến dịch để sa thải Ryan khỏi đội hình. Vào tháng 8 năm 2003, Ryan đã bị bắt và bị buộc tội lái xe với nồng độ rượu vượt mức ở trung tâm London. Vào tháng 5 năm 2004, Ryan đã bị bác bỏ việc tấn công hai nhiếp ảnh gia đã cố gắng chụp ảnh anh rời khỏi hộp đêm, tuy nhiên anh đã bị kết án về tội hình sự vì đập vỡ máy ảnh của họ.

### 2005-2008:Lee Ryanvà sân khấu
Ryan đã phát hành đĩa đơn đầu tiên " Army of Lovers " vào ngày 18 tháng 7 năm 2005. Nó xuất hiện ở vị trí thứ 3 trong Bảng xếp hạng đĩa đơn của Anh và đạt vị trí số 1 tại Ý. Vào ngày 1 tháng 8 năm 2005, Ryan đã phát hành album đầu tay của mình, Lee Ryan, với nhiều ý kiến trái chiều. Album đạt vị trí thứ 6 trong Bảng xếp hạng album của Anh và thứ 3 ở Ý. " Turn Your Car Around " là đĩa đơn thứ hai được nâng lên từ album có thành công vừa phải. Vào tháng 1 năm 2006, Ryan đã phát hành đĩa đơn thứ ba và cuối cùng của anh tại Anh " When I Think of You". Bài hát đạt vị trí thứ 15 tại Anh. " Real Love " đã được sử dụng cho phần cuối của bộ phim Ice Age: The Meltdown mà sau đó dẫn đến việc Ryan lồng tiếng cho một chú nai sừng tấm trong phiên bản Anh của bộ phim và Eddie trong phiên bản tiếng Ý. Cuối năm 2005, Dolce & Gabbana đã ký hợp đồng với Ryan để anh trở thành gương mặt đại diện cho dòng sản phẩm mới của họ.